# Электропоезд серии 400 сети Синкансэн
Электропоезда серии 400 сети Синкансэн были разработаны в 1992 году для новейшей в то время ветки сети Синкансэн, Ямагата-синкансэн, которая ответвлялась от Тохоку-синкансэн. Эта ветка в свою очередь называется «мини-синкансэн», поскольку для экономии средств она была построена не с нуля, а была перестроена из обычной железнодорожной ветки путём перекладки рельсов на стандартную колею.
Так как расстояние между путями на Ямагата-синкансэн меньше, чем на остальных линиях, потребовались более узкие поезда, вследствие чего были разработаны электропоезда серии 400, которые имеют более узкий кузов, по сравнению с их предшественниками. При стоянке на станциях из-под дверей выдвигаются ступени, чтобы перекрыть широкое расстояние между дверями и краем платформы.
Изначально в каждом составе было по шесть вагонов, но в 1995 году был добавлен седьмой вагон, чтобы удовлетворить возросшую популярность маршрута Ямагата-синкансэн.